# Sam'di mat'
Sam'di mat' était une émission de télévision française pour la jeunesse diffusée du 3 septembre 1994 au 29 juin 1996 sur France 2, produite par Christophe Izard et présentée par Maureen Dor et les marionnettes les "Dis-donc".

## Histoire
L'émission était programmée après Les Matins de Saturnin et Hanna-Barbera Dingue Dong.
À la rentrée 1995, l'émission a une première déclinaison: Mercredi mat'  et une deuxième pendant l'été 1996 : Vacances mat' .
L'émission est arrêtée à la rentrée 1996 et est remplacée par La Planète de Donkey Kong .

## Présentation
L'émission était présentée par Maureen Dor et Charly et Lulu. Charly et Lulu seront remplacés au bout de quelques semaines par Alexandre Delpérier. Mélanie Angélie co-anime avec Maureen Dor à la rentrée 1995. Il y a aussi le trio de marionnettes qui sont des lézards anthropomorphes l'un d'eux est féminin.

## Concept
L'émission est un mélange de jeux, de reportages (avec Patrice Drevet), de séries et dessins animés.

### Programmes

#### Rubriques
- Le défi France 2
- Les astuces jeux vidéo
- Mission Galixia : jeu interactif présenté par Charly et Lulu puis par Alexandre Delpérier.

#### Séries d'animation
La liste présente les séries diffusés dans Sam'di Mat' et/ou ses déclinaisons.
- Action Man : Missions Extrêmes (Action Man)
- Caroline et ses amis (rediffusion)
- Double Dragon
- Eek le chat
- Foofur (rediffusion)
- Heckle et Jeckle (rediffusion)
- La Famille Addams (rediffusion)
- Les Cow-Boys de Moo Mesa
- Le Tourbillon Noir (rediffusion)
- Les Mille et une nuits (Les Mille et Une Nuits) (rediffusion)
- Les nouveaux voyages de Gulliver (Les Voyages de Gulliver)
- Les Schtroumpfs (saison 9 inédite)
- Retour vers le futur (rediffusion)
- Robin des Bois Junior (rediffusion)
- Robinson Sucroë
- Sauvez Willy
- Tortues Ninja (1987) (rediffusion)

## Déclinaisons

### Mercredi mat'
Mercredi mat' était une déclinaison de Sam'di mat' diffusée du 6 septembre 1995 au 26 juin 1996 et présentée par Maureen Dor et la marionnette les "Donc". Elle prend la suite de l'émission Chalu Maureen diffusée durant la saison précédente à la même case horaire.

### Vacances mat'
Vacances mat'  a été diffusée de juillet 1996 au 1er septembre 1996.